# Dušan Pašek
Dušan Pašek (Bratislava, 7 settembre 1960 – Bratislava, 15 marzo 1998) è stato un hockeista su ghiaccio e dirigente sportivo cecoslovacco, di ruolo attaccante.
Era il padre di Dušan Pašek, futuro general manager dei Bratislava Capitals, morto nel 2021 in circostanze analoghe a  quelle del padre.

## Carriera

### Club
Pašek giocò per la gran parte della sua carriera per la squadra della sua città, lo Slovan Bratislava, prima di approdare in National Hockey League dove giocò complessivamente 50 incontri con la casacca dei Minnesota North Stars. Dopo quasi un anno in IHL torna in Europa, dove gioca il finale di stagione col Lugano, vincendo il titolo. Veste in seguito anche le maglie di squadre italiane: Asiago  nel corso della stagione 1990-91 e Fassa nel campionato successivo, esperienze intervallate da un breve ritorno in Svizzera, nelle file dell'Ambrì-Piotta. Termina l'anno seguente la carriera in Finlandia, al KalPa.

### Nazionale
Vinse con la sua Nazionale la medaglia d'argento alle Olimpiadi del 1984 e giocò con la Nazionale cecoslovacca anche tre edizioni delle Canada Cup. Vinse l'oro ai mondiali del 1985, venendo poi eletto capitano della Nazionale tra il 1986 ed il 1988, anno in cui smise di giocare per la propria Nazionale.

### Dirigente
Eletto presidente dello Slovan Bratislava e più tardi della Federazione slovacca di hockey su ghiaccio, all'età di 37 anni si suicidò, il 15 marzo 1998, per ragioni ancora poco chiare.

## Palmarès

### Club
- Campionato cecoslovacco: 1

Bratislava: 1978-1979
- Campionato svizzero: 1

Lugano: 1989-1990

### Nazionale
- Campionato mondiale di hockey su ghiaccio: 1

Cecoslovacchia 1985